# Prima Categoria 1905
La Prima Categoria 1905 è stata l'8ª edizione del massimo campionato italiano di calcio, disputata tra il 5 febbraio e il 9 aprile 1905 e conclusa con la vittoria della Juventus, al suo primo titolo.

## Stagione

### Novità
L'US Milanese prende parte per la prima volta al campionato. La squadra utilizzò diversi atleti della disciolta Mediolanum.

### Formula
Visto il successo delle prime sette edizioni la FIF, fresca di ammissione alla FIFA nel 1904, decise di implementare il campionato dandogli una formula più organica. Per la prima volta vennero introdotte le gare di ritorno in loco dell'eliminazione secca precedentemente in auge e fu mantenuta la suddivisione fra eliminatorie regionali e fase nazionale, mentre venne abolito il sistema del challenge round cosicché anche i campioni in carica (quell'anno il Genoa) furono obbligati a superare le eliminatorie come le altre squadre. Inoltre il titolo non fu più assegnato con una finale, bensì con un triangolare fra tutti e tre i campioni regionali.

### Avvenimenti
Le partecipanti all'edizione del 1905 di fatto furono cinque: la Torinese rinunciò a disputare lo scontro diretto con la Juventus nel girone piemontese e diede carta bianca ai futuri campioni, che passarono il turno con due 2-0 a tavolino. Il campionato metteva in palio un nuovo trofeo, la Coppa Spensley, più medaglie e targhe commemorative.
Formula diversa dagli altri anni fu quella che non ammise i campioni in carica del Genoa direttamente in finale: così nel girone ligure il Genoa se la dovette vedere con i rivali concittadini dell'Andrea Doria e il passaggio al girone finale fu tutt'altro che scontato, arrivando al ritorno del 19 febbraio per decretare il Genoa.
Nel girone lombardo una sorprendente matricola del campionato, la US Milanese, liquidò il Milan in un doppio incontro pieno di gol e dal risultato storico per il numero totale di reti realizzate in una sola partita: tredici.

#### Girone finale
Dopo due anni in cui la vittoria fu solo sfiorata nel 1905 la Juventus riuscì a cogliere il suo primo titolo nazionale. La nuova formula delle finali nazionali metteva di fronte tutti e tre i campioni regionali, ma la sorpresa arrivò dalla Lombardia: un Milan alle prese con un ricambio generazionale per l'addio di molti dei suoi fondatori inglesi fu per la prima volta eliminato dalla US Milanese in due gare «spettacolari» come sovente se ne verificavano all'epoca.
Nel girone finale però la US Milanese giocò il ruolo del «vaso di coccio»: infatti perse i primi tre incontri, mentre gli scontri diretti tra la Juventus e il Genoa finivano in entrambi i casi in parità, ma quando all'ultima giornata il Genoa accolse la US Milanese sicuri di una facile vittoria che li avrebbe condotti allo spareggio a sorpresa non si andò oltre il pareggio, consegnando di fatto il titolo per la prima volta nella sua storia alla Juventus.

## Squadre partecipanti

### Liguria
| Club         | Stagione  | Città  | Campo                           | Stagione precedente                                            |
| ------------ | --------- | ------ | ------------------------------- | -------------------------------------------------------------- |
| Andrea Doria | dettaglio | Genova | Campo sportivo di Ponte Carrega | Eliminatoria interregionale ligure-lombarda in Prima Categoria |
| Genoa        | dettaglio | Genova | Campo sportivo di Ponte Carrega | Vincitrice della Prima Categoria                               |

### Lombardia
| Club        | Stagione  | Città  | Campo                 | Stagione precedente                                    |
| ----------- | --------- | ------ | --------------------- | ------------------------------------------------------ |
| Milan       | dettaglio | Milano | Campo Acquabella      | Perdente spareggio della semifinale in Prima Categoria |
| US Milanese | dettaglio | Milano | Campo di Via Comasina | Neoaffiliata                                           |

### Piemonte
| Club     | Stagione  | Città  | Campo               | Stagione precedente                        |
| -------- | --------- | ------ | ------------------- | ------------------------------------------ |
| Torinese | dettaglio | Torino | Velodromo Umberto I | Eliminatoria piemontese in Prima Categoria |
| Juventus | dettaglio | Torino | Velodromo Umberto I | Finalista in Prima Categoria               |

## Risultati

### Calendario

#### Eliminatoria ligure
| Genova 5 febbraio 1905 Andata | Genoa          | 0 – 0 | Andrea Doria | Campo Sportivo di Ponte Carrega\| Arbitro: \| Suter (Milano) \| |
| Arbitro:                      | Suter (Milano) |       |              |                                                                 |

| Arbitro: | Dobbie (Torino) |

|  |           |      |
|  | Marcatori | Agar |

##### Verdetto
- Genoa qualificato al girone finale.

#### Eliminatoria lombarda
| Arbitro: | Pasteur (Genova) |

|              |           |           |
| Carrer Trerè | Marcatori | Recalcati |

| Arbitro: | Malvano (Torino) |

|                     |           |               |
| Varisco Franziosi ? | Marcatori | Rizzi Trerè ? |

##### Verdetto
- US Milanese qualificata al girone finale.

#### Eliminatoria piemontese
Nota bene: secondo il regolamento dell'epoca i forfait erano puniti con «due porte a zero», anche se molte fonti riportano i risultati di 3-0.
| Torino 19 febbraio 1905, ore 14:30 CET Andata | Juventus | 2 – 0 (tav.) referto | Torinese | Velodromo Umberto I |

| Torino 26 febbraio 1905 Ritorno | Torinese | 0 – 2 (tav.) referto | Juventus | Velodromo Umberto I |

##### Verdetto
- Juventus qualificata al girone finale.

#### Girone finale

##### Classifica finale
|  | Pos. | Squadra     | Pt | G | V | N | P | GF | GS |
|  | ---- | ----------- | -- | - | - | - | - | -- | -- |
|  | 1.   | Juventus    | 6  | 4 | 2 | 2 | 0 | 9  | 3  |
|  | 2.   | Genoa       | 5  | 4 | 1 | 3 | 0 | 7  | 6  |
|  | 3.   | US Milanese | 1  | 4 | 0 | 1 | 3 | 5  | 12 |

Legenda:
      Campione d'Italia.

### Verdetto
- Juventus campione d'Italia 1905.

### Squadra campione
| Formazione tipo (2-3-5)                                                             | Giocatori (ruolo)                             |
| ----------------------------------------------------------------------------------- | --------------------------------------------- |
| Durante Armano I Mazzia Walty Goccione Diment Barberis Varetti Forlano Squair Donna | Domenico Durante (portiere)                   |
| Durante Armano I Mazzia Walty Goccione Diment Barberis Varetti Forlano Squair Donna | Gioacchino Armano (terzino destro)            |
| Durante Armano I Mazzia Walty Goccione Diment Barberis Varetti Forlano Squair Donna | Oreste Mazzia (terzino sinistro)              |
| Durante Armano I Mazzia Walty Goccione Diment Barberis Varetti Forlano Squair Donna | Giovanni Goccione (centro mediano e capitano) |
| Durante Armano I Mazzia Walty Goccione Diment Barberis Varetti Forlano Squair Donna | Jack Diment (mediano sinistro)                |
| Durante Armano I Mazzia Walty Goccione Diment Barberis Varetti Forlano Squair Donna | Paul Arnold Walty (mediano destro)            |
| Durante Armano I Mazzia Walty Goccione Diment Barberis Varetti Forlano Squair Donna | Alberto Barberis (ala destra)                 |
| Durante Armano I Mazzia Walty Goccione Diment Barberis Varetti Forlano Squair Donna | Domenico Donna (ala sinistra)                 |
| Durante Armano I Mazzia Walty Goccione Diment Barberis Varetti Forlano Squair Donna | Carlo Vittorio Varetti (mezzala destra)       |
| Durante Armano I Mazzia Walty Goccione Diment Barberis Varetti Forlano Squair Donna | James Squair (mezzala sinistra)               |
| Durante Armano I Mazzia Walty Goccione Diment Barberis Varetti Forlano Squair Donna | Luigi Forlano (centro attacco)                |

### Risultati

#### Calendario
| andata (1ª) | andata (1ª)   | Prima giornata       | ritorno (4ª) | ritorno (4ª) |
|             |               |                      |              |              |
| 5 mar.      | 3-0           | Juventus-US Milanese | 4-1          | 26 mar.      |
| 5 mar.      | Riposa: Genoa |                      |              | 26 mar.      |

| andata (2ª) | andata (2ª)         | Seconda giornata | ritorno (5ª) | ritorno (5ª) |
|             |                     |                  |              |              |
| 12 mar.     | 1-1                 | Genoa-Juventus   | 1-1          | 2 apr.       |
| 12 mar.     | Riposa: US Milanese |                  |              | 2 apr.       |

| andata (1ª) | andata (1ª)   | Prima giornata       | ritorno (4ª) | ritorno (4ª) |
|             |               |                      |              |              |
| 5 mar.      | 3-0           | Juventus-US Milanese | 4-1          | 26 mar.      |
| 5 mar.      | Riposa: Genoa |                      |              | 26 mar.      |

| andata (2ª) | andata (2ª)         | Seconda giornata | ritorno (5ª) | ritorno (5ª) |
|             |                     |                  |              |              |
| 12 mar.     | 1-1                 | Genoa-Juventus   | 1-1          | 2 apr.       |
| 12 mar.     | Riposa: US Milanese |                  |              | 2 apr.       |

| andata (3ª) | andata (3ª)      | Terza giornata    | ritorno (6ª) | ritorno (6ª) |
|             |                  |                   |              |              |
| 19 mar.     | 2-3              | US Milanese-Genoa | 2-2          | 9 apr.       |
| 19 mar.     | Riposa: Juventus |                   |              | 9 apr.       |

| andata (3ª) | andata (3ª)      | Terza giornata    | ritorno (6ª) | ritorno (6ª) |
|             |                  |                   |              |              |
| 19 mar.     | 2-3              | US Milanese-Genoa | 2-2          | 9 apr.       |
| 19 mar.     | Riposa: Juventus |                   |              | 9 apr.       |